# Aleksandr Frizon
Aleksandr Ivanovič Frizon (in russo Александр Иванович Фризон?; Baden, 22 gennaio 1875 – Mosca, 20 giugno 1937) è stato un vescovo cattolico russo.

## Biografia
Monsignor Aleksandr Frizon nacque a Baden, vicino a Odessa, il 22 gennaio 1875. Altre fonti indicano come anno di nascita il 1873. Era il figlio di Johannes Frizon ed Elisabeth Schwan e aveva un fratello e quattro sorelle. La sua era una famiglia di tedeschi del Mar Nero, discendenti da coloni alsaziani che giunsero nell'Impero russo nella seconda metà del XVIII secolo.

### Formazione e ministero sacerdotale
Dopo aver completato con successo la sua istruzione a Baden e Straßburg i suoi genitori lo iscrissero al seminario minore di Saratov, ma dopo tre anni dovette ritirarsi per lavorare nella fattoria di famiglia a causa della grave malattia di suo padre.
Sette anni dopo, all'età di 22 anni, riprese gli studi ecclesiastici nel seminario di Saratov e, dopo la laurea nel 1897, il vescovo Anton Johann Zerr lo mandò a proseguire gli studi al Collegio Germanico-Ungarico a Roma. Conseguì il dottorato in filosofia e teologia presso la Pontificia Università Gregoriana.
Il 22 novembre 1902 fu ordinato presbitero. Inizialmente fu rettore della chiesa dedicata all'Assunzione della Beata Vergine Maria a Kerč e successivamente prestò servizio a Simferopoli. Dal gennaio del 1905 fu vicario parrocchiale della pro-cattedrale di San Clemente a Saratov, cappellano e segretario di monsignor Joseph Aloysius Kessler, un tedesco del Volga, cancelliere della curia diocesana e professore di storia della Chiesa e lingua latina nel seminario teologico di Saratov. Nel 1910 venne nominato rettore del seminario teologico di Saratov. Mantenne l'incarico anche dopo il trasferimento dell'istituto a Odessa, una città non ancora conquistata dai bolscevichi, nel 1917. Nel 1919 venne nominato parroco della parrocchia di Nostra Signora dell'Assunzione a Simferopoli. Rimase comunque parroco di Kerč fino al 1925. Quell'anno fu arrestato per aver distribuito abiti ai bisognosi senza il permesso delle autorità.
Nel 1922 l'Armata Rossa vinse la guerra civile russa. Presto iniziarono le persecuzioni delle comunità cristiane, ortodosse o di altro tipo. La piccola gerarchia cattolica fu completamente distrutta e privata dei suoi vescovi, dopo che i processi farsa organizzati nel marzo del 1923 da Grigorij Evseevič Zinov'ev e Nikolaj Vasil'evič Krylenko portarono alla detenzione di Jan Cieplak, Konstanty Budkiewicz, Leonid Ivanovič Fëdorov e altri chierici di alto grado. Tuttavia, nello stesso anno, padre Neveu invò un memorandum al commissario per gli affari esteri dell'Ucraina Christian Georgievič Rakovskij, sostenendo l'istituzione di legami diplomatici tra la Russia bolscevica e la Santa Sede per tutelare gli interessi dei fedeli.
Preoccupato per questa situazione, papa Pio XI mandò in Unione Sovietica il gesuita Michel d'Herbigny che, passando per Berlino, fu segretamente consacrato vescovo dal nunzio apostolico Eugenio Pacelli. La missione di monsignor d'Herbigny era entrare con qualsiasi pretesto in Russia e consacrare diversi vescovi e amministratori apostolici per ricostituire una gerarchia cattolica, anche se clandestina.

### Ministero episcopale
Il 10 maggio 1926 venne nominato amministratore apostolico di Odessa e ricevette l'ordinazione episcopale nella chiesa di San Luigi dei Francesi a Mosca dal vescovo Michel d'Herbigny. Aveva giurisdizione sui cattolici della parte meridionale della diocesi di Tiraspol (che allora comprendeva tutta la RSFS Transcaucasica e parti della RSS Ucraina e della RSFS Russa): Crimea, Odessa, Taganrog, Nikolaev, Cherson e Rostov sul Don, vale a dire la zona della costa del Mar Nero. Alla fine dell'anno, il segretario della Congregazione Concistoriale Gaetano De Lai, ignaro di questi fatti, insieme alla Congregazione de Propaganda Fide e su consiglio del delegato apostolico in Persia Adriaan Smets, chiese informazioni presso la Santa Sede prima di nominare un ordinario per i cattolici latini della Ciscaucasia: i candidati erano Frizon e Johannes Roth. Dopo le loro consultazioni la scelta sarebbe caduta su Roth. A causa della crescente pressione sovietica, monsignor Frizon riorganizzò la diocesi di Tiraspol in quattro divisioni: centrale (con sede a Odessa e se stesso come amministratore), Nord/Volga (con sede a Saratov e Augustin Baumtrog come amministratore), Sud/Caucaso (con sede a Pjatigorsk e con Johannes Roth come amministratore) e Georgia (con sede a Tbilisi e con Stefan Demurow come amministratore).
Le autorità sovietiche tuttavia vennero presto a conoscenza della sua ordinazione. Nel 1927 gli fu proibito di lasciare Simferopoli. Ciò gli impedì di visitare le sue parrocchie. Nell'agosto del 1929 fu arrestato e rilasciato un mese dopo. Nell'autunno del 1929 fu nuovamente arrestato con l'accusa di aver ricevuto illegalmente la dignità episcopale e di aver assistito le truppe dell'Armata Bianca durante la guerra civile. Venne arrestato nel 1931. Nel 1933 fu nuovamente arrestato con l'accusa di aver ammesso illegalmente dei minorenni a una cerimonia religiosa. In sostanza aveva consentito a un bambino, su richiesta dei suoi genitori, di partecipare a un funerale. Fu rilasciato poco dopo.
Il vescovo Frizon fu arrestato per l'ultima volta il 10 ottobre 1935 a Simferopoli con l'accusa di spionaggio a favore della Germania nazista. Insieme a lui, furono arrestate anche sua madre e una nipote. Come prova furono presentati diverse banconote statunitensi, che erano considerati il pagamento per le attività di spionaggio. Fu imprigionato nel carcere di Simferopoli.
In un processo svoltosi a porte chiuse tra l'11 e il 17 settembre 1936 presso il consiglio speciale del tribunale regionale della Crimea fu condannato alla pena capitale. Il 10 aprile 1937 il verdetto fu approvato dal collegio della Corte suprema dell'Unione Sovietica. Dopo la condanna, chiese che fosse consentito un incontro con sua nipote (che fu condannata a otto anni di prigione nello stesso processo e giustiziata nel 1938), per restituirle i libri di preghiera e la Bibbia. Chiese anche di essere confessato da un prete cattolico, il rettore della parrocchia di Sebastopoli, padre Matthias Gudaitis, arrestato con lui. Nessuna richiesta fu accolta.
Venne fucilato nella prigione di Butyrka a Mosca oppure, secondo altre fonti, nel cimitero di Simferopoli, il 20 giugno 1937. Altre fonti indicano come data dell'esecuzione il 2 agosto.

## Genealogia episcopale
La genealogia episcopale è:
- Cardinale Scipione Rebiba
- Cardinale Giulio Antonio Santori
- Cardinale Girolamo Bernerio, O.P.
- Arcivescovo Galeazzo Sanvitale
- Cardinale Ludovico Ludovisi
- Cardinale Luigi Caetani
- Cardinale Ulderico Carpegna
- Cardinale Paluzzo Paluzzi Altieri degli Albertoni
- Papa Benedetto XIII
- Papa Benedetto XIV
- Papa Clemente XIII
- Cardinale Marcantonio Colonna
- Cardinale Giacinto Sigismondo Gerdil, B.
- Cardinale Giulio Maria della Somaglia
- Cardinale Carlo Odescalchi, S.I.
- Cardinale Costantino Patrizi Naro
- Cardinale Lucido Maria Parocchi
- Papa Pio X
- Papa Benedetto XV
- Papa Pio XII
- Vescovo Michel d'Herbigny, S.I.
- Vescovo Aleksandr Frizon